# Церковь Всех Святых (Виттенберг)

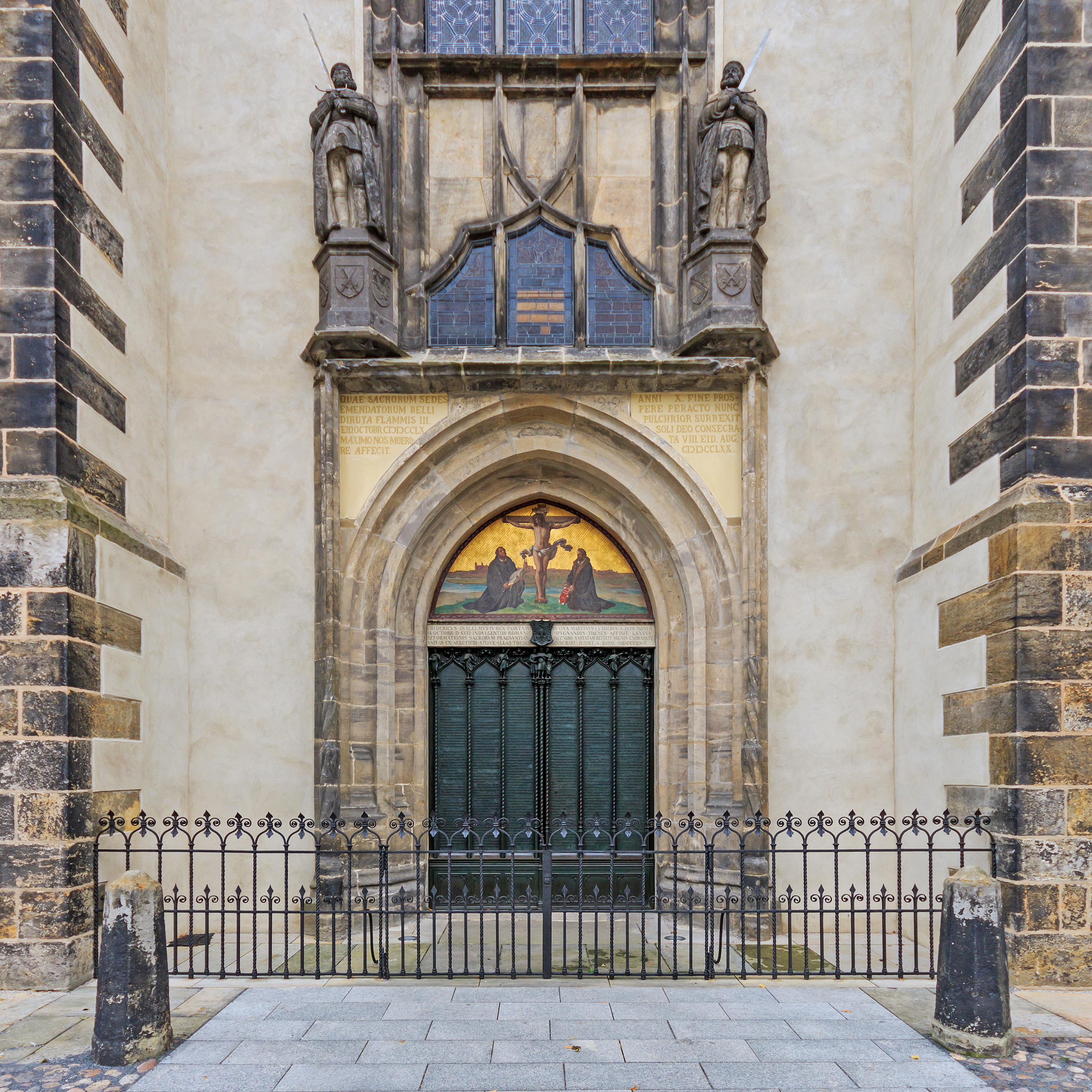
Дверь Церкви Всех Святых в Виттенберге, где Мартин Лютер в 1517 году опубликовал свои 95 тезисов, в которых подробно описывал свою обеспокоенность тем, что он считал злоупотреблениями и коррупцией в Католической церкви.

Церковь всех Святых, также известная как Шлосскирхе (замковая церковь) - это лютеранская церковь, расположенная в Виттенберге, Саксония-Анхальт, Германия. Церковь иногда называют Мемориальной церковью Реформации, и ее отличают от городской церкви Святой Марии. Согласно историческим данным, Мартин Лютер опубликовал здесь в 1517 году Девяносто пять тезисов, положивших начало протестантской реформации.
В 1883 году в церкви были проведены реставрационные работы, а в 1892 году она была вновь открыта в ознаменование 375-й годовщины провозглашения Лютера. Благодаря своему религиозному и историческому значению церковь была внесена в список всемирного наследия ЮНЕСКО наряду с другими объектами, связанными с Мартином Лютером и его движением.

## История
Первая часовня, посвященная Всем святым, была возведена в новой резиденции герцога Аскании Рудольфа I Саксен-Виттенбергского примерно в 1340 году. Освященная 6 мая 1346 года, Рудольф подчинил свой фонд непосредственной юрисдикции Святого Престола. Благодаря дальнейшим пожертвованиям, сделанным его преемником герцогом Рудольфом II, папа Бонифаций IX в 1400 году определил ее главной церковью Виттенберга. 

### Преобразование в часовню
Когда в конце XV века принц-веттин Фридрих III Мудрый, курфюрст Саксонии с 1486 года, перестроил бывшую асканийскую крепость, архитектор Конрад Пфлюгер спроектировал новую церковь Всех Святых (ок. 1450 – 1506) и возведен между 1490 и 1511 годами в стиле поздней готики. Освященный 17 января 1503 года, он стал частью избирательного замка Фридриха, или Резиденцшлосса, также называемого замком Виттенберг. Обширная мебель, выполненная Тильманом Рименшнайдером, Якопо де Барбари и Альбрехтом Дюрером, способствовала строительству замкового комплекса и потом церковь. 
После того, как в 1502 году курфюрст Фридрих III основал Виттенбергский университет (Левкорея) и получил подтверждение от папского легата Раймонда Перауди в 1507 году, церковь Всех Святых была преобразована в часовню при университете и быстро превратилась в важный академический и культовый центр. Здесь студентам присуждались докторские степени, а реформатор Филипп Меланхтон произнес в церкви свою знаменитую инаугурационную речь. Появилась традиция хоронить в церкви академических деятелей университета. До наших дней сохранилось несколько примечательных эпитафий. 

### «Тезисные двери»
По одной из версий, 31 октября 1517 года, в канун Дня всех святых, Мартин Лютер вывесил свои знаменитые тезисы на дверях церкви Всех Святых. Этот поступок, целью которого было начать дискуссию о продаже индульгенций, считается отправной точкой протестантской реформации. Однако точно неизвестно, действительно ли это событие имело место.
Тем не менее, в тот же день Лютер отправил свои возражения в письме архиепископу Майнцскому Альберту.
Фридрих Мудрый умер в 1525 году и был погребён в замковой церкви. В том же году был введён лютеранский обряд. В 1546 году церковь стала местом упокоения самого Мартина Лютера, а в 1560 году — Филиппа Меланхтона.
В ходе Семилетней войны, в 1760 году, когда прусские войска взяли крепость Виттенберг и начали её обстреливать, замковая церковь была полностью уничтожена пожаром, вызванным бомбардировкой. От пожара уцелела только часть фундамента, и ни один из входов не сохранился.
Вскоре после этого собор Всех Святых был восстановлен, но многие ценные произведения искусства были безвозвратно утрачены.
Когда Виттенберг стал частью прусской провинции Саксония, в 1858 году король Фридрих Вильгельм IV распорядился установить на месте прежних деревянных новые бронзовые двери. На них были высечены тезисы Мартина Лютера в их первоначальном латинском варианте.
Новые двери весили 2200 фунтов (1000 килограммов) и были украшены орнаментами по образцу, созданному Фридрихом Дрейком.
В 1858 году, спустя 375 лет после рождения Мартина Лютера, произошло знаменательное событие — были торжественно открыты новые двери. На них было изображено распятие, а по бокам — портреты Лютера с его переводом Библии на немецкий язык и Филиппа Меланхтона с Аугсбургским исповеданием 1530 года, которое стало основой вероисповедания лютеранской церкви, основанной Лютером и Меланхтоном.
Эти двери стали одними из самых востребованных объектов для фотографирования в Европе. 

### Обновление
В 1883 году, в ознаменование четырёхсотлетия со дня рождения Лютера, прусский архитектор Фридрих Адлер и его ученик Пауль Фердинанд Грот приступили к масштабной реставрации собора Всех Святых, выполненной в неоготическом стиле. Работы продолжались с 1859 по 1955 год.
Интерьер собора был полностью перестроен. Теперь здесь можно увидеть ребристый сводчатый потолок и пилястры, а также матронею и апсиду. Колокольня была также реконструирована, её высота составляет 88 метров (289 футов), и с её вершины открывается прекрасный вид на город Виттенберг и окружающие сельские пейзажи.
На башне можно увидеть цитату из одного из гимнов Лютера: «Ein feste Burg ist unser Gott» («Могучая крепость — наш Бог»).
31 октября 1892 года, спустя 375 лет после того, как Лютер вывесил свои 95 тезисов на дверях церкви, собор Всех Святых вновь открыл свои двери для посетителей.  

## Церковь всех святых сегодня
В 1949 году в замке был образован лютеранский церковный приход. В 1978 году он стал центром восточногерманского движения за мир, когда Фридрих Шорлеммер начал здесь служить проповедником.
В 1983 году, через 500 лет после рождения Лютера, в соборе всех святых были установлены 12 новых витражей. Эти витражи были созданы Ренате Бремме в "неподвластном времени" стиле по заказу Всемирной лютеранской федерации в честь самых выдающихся учеников Лютера-реформатора.
В 1999-2000 годах над собором была возведена новая крыша из глазурованного кирпича.
Сегодня церковь Всех Святых является не только храмом, но и хранилищем городских исторических архивов. В её стенах также разместились музей Римера и молодёжное общежитие.
В честь пятисотлетия тезисов Лютера здание церкви вновь было капитально реконструировано. Торжественное открытие состоялось 2 октября 2016 года в присутствии президента Дании Йоахима Гаука и Маргрете II, которая освятила алтарную часть, созданную по её собственному проекту.

## Гробницы и произведения искусства
В церкви Всех Святых в Айслебене можно увидеть могилы двух выдающихся личностей: Мартина Лютера и Филиппа Меланхтона. На их надгробиях высечена надпись: "Здесь покоится тело доктора священного богословия Мартина Лютера, который ушел из жизни 18 февраля 1546 года, прожив 63 года, 2 месяца и 10 дней в своем родном городе Айслебене".
Меланхтон произносил речь на похоронах Лютера, и его гроб был захоронен рядом с кафедрой на глубине около 2,4 метра от пола нефа. Среди других интересных захоронений выделяется могила молодого человека, погибшего в результате несчастного случая.
В церкви также можно увидеть алебастровые статуи Фридриха III и его брата, курфюрста Саксонского Иоанна, выполненные в натуральную величину. Кроме того, здесь хранятся несколько бронзовых скульптур, созданных Петером Фишером Младшим и Гансом Фишером. Также в церкви представлено множество картин, написанных как Лукасом Кранахом Младшим, так и Лукасом Кранахом Старшим.
По обеим сторонам нефа можно увидеть статуи, изображающие значимых деятелей Реформации в полный рост. Среди них: Николай фон Амсдорф, Каспар Круцигер, Иоганн Бренц, Урбан Региус, Юстус Йонас, Георг Спалатин, Йоханнес Бугенхаген, Филипп Меланхтон и Мартин Лютер.  